# Reinhold Carl von Rosen
Reinhold Carl von Rosen (* 10. Januar 1666; † 13. Juni 1744), Graf von Bollweiler und Ettweiler, war ein französischer Lieutenant-général.
Reinhold Carl von Rosen, oder französisch Reinhold Charles de Rosen, war der Sohn des Marschalls Conrad von Rosen, von Klein-Roop, Livland, und der Marie-Sophie de Rosen.
Er konvertierte wie sein Vater 1681 zum katholischen Glauben und wurde im nächsten Jahr Capitaine im Kavallerie-Regiment seines Schwagers, Nikolaus Friedrich Graf von Rothenburg (1646–1716). 1693 wurde er Colonel-lieutenant, 1696 Colonel, 1704 Brigadier des armes du roi, 1709 Maréchal de camp, 1715 Kommandeur des Ordens vom Hl. Ludwig und 1718 Lieutenant-général.
Reinhold Carl heiratete 1698 Marie-Béatrix-Octavie de Grammont und hatte mit ihr drei Kinder:
- Conrad, starb 1714 im Alter von 16 Jahren in Paris
- Anne Armand (* 19. Juli 1711; † 29. November 1749 in Paris), comte d'Ettenviller et de Grammont, wurde ebenfalls Offizier, lieutenant général des camps et armées du Roi, 1729 Inhaber und Kommandeur eines Kavallerieregiments; ⚭ 1731 Jeanne Octavie de Vaudrey de Saint-Remy († 1788), die Eltern von Eugène Octave Augustin (* 1737; † 1775) ⚭ 1760 Marie Antoinette Jouvenel de Harville des Ursins (* 1745; † 1798)[2] (Juvénal des Ursins), und Großeltern von Sophie (* 1764; † 1828), letzte Angehörige des elsässischen Zweiges der Familie; ⚭ (1) Claude-Victor de Broglie, Prince de Broglie († 1794); ⚭ (2) Marc René Marie de Voyer de Paulmy d’Argenson, Marquis d’Argenson
- Eléonor-Félix (* 2. September 1713; † 3. Juni 1741 in Straßburg), genannt chevalier de Rosen, wurde Malteserritter und 1738 Kommandeur eines Regiments.